# اغتيال حاييم أرلوسوروف
اغتيل حاييم أرلوزوروف في ليلة الجمعة 16 يونيو 1933، بينما كان الزعيم الصهيوني اليساري يمشي مع زوجته على الشاطئ في تل أبيب، فلسطين الانتدابية. في البداية، كان يُعتقد أن عملية الاغتيال نفذها أعداؤه السياسيون اليمينيون؛ وانتهت القضية اللاحقة بتبرئة المتهمين الاثنين من الجريمة. كما تمت تبرئة رجل ثالث في وقت مبكر من تهمة نصح الاثنين بارتكاب الفعل. لم يتم حل القضية بشكل نهائي أبدًا.

## الخلفية السياسية
في وقت وقوع الجريمة، كان الحزبان السياسيان الصهيونيان الرئيسيان المتعارضان في فلسطين هما حزب ماباي السائد، الحزب الاشتراكي اليساري، وحزب التصحيحيين المعارض، الحزب القومي اليميني. وتطور الخلاف بين الطائفتين مع نهاية الحرب العالمية الأولى والاستعمار البريطاني لفلسطين الذي أعقب ذلك. وشجع حزب ماباي، الذي يمثله على مستوى العالم المنظمة الصهيونية العالمية واليشوف اليهودي داخل فلسطين المحلية، بقيادة ديفيد بن جوريون، الهجرة اليهودية الجماعية والاستيطان المستمر في الأرض. ووجدت قيادته أنه من الضروري التعاون مع الانتداب البريطاني الحاكم لفلسطين. والتزامًا بقواعد الصهيونية العملية، وجد الموقف الرسمي للقيادة الصهيونية أنه من الضروري تطوير الأرض المادية من أجل المطالبة بها. واعتمد التصحيحيون، بقيادة فلاديمير (زئيف) جابوتينسكي، على مبادئ الصهيونية السياسية. فقد رأوا أنه من الضروري الحصول على السيطرة الكاملة على البلاد قبل تكريس السلطة لتحسينها المادي. لقد روجت للحصول على الاستقلال من الانتداب الإنجليزي باعتباره الوسيلة الوحيدة لإعادة تأسيس الوطن اليهودي.
وباتهام زعماء حزب ماباي بالتحيز ضد غير المنتمين إلى الحزب، بدا التنافر بين المجموعتين أعلى وأكثر وضوحًا. وبلغ الخلاف ذروته عندما أبدى حزب ماباي اهتمامه بالمفاوضات مع الحكومة النازية بشأن الهجرة السريعة لليهود الألمان إلى فلسطين. وقد ترأس أرلوسوروف هذه المفاوضات، وكان في ألمانيا بشأن هذه المسألة في الأسبوع الذي سبق مقتله. وقد أعرب المنقحون، وخاصة فرعهم الراديكالي السري، بريت هابيريونيم، عن انتقادات شديدة لاستعداد حزب ماباي للتشاور مع الحكومة النازية بشأن الهجرة السريعة لليهود الألمان إلى فلسطين.

## قائمة الشخصيات

### حاييم أرلوزوروف

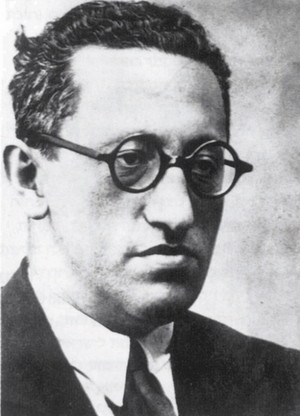
حاييم أرلوزوروف

كان منظّرًا وناشطًا صهيونيًا. ولد عام 1899 في رومني، أوكرانيا (التي كانت آنذاك جزءًا من الإمبراطورية الروسية)، وكان فخورًا بهويته اليهودية في سن مبكرة، على الرغم من آراء عائلته التي تدعو إلى الاستيعاب. كان صهيونيًا اشتراكيًا، وكان زعيمًا في الفرع الألماني لحزب هبوعيل هاتسعير، وحرر دوريته المطبوعة. في عام 1924، انتقل إلى فلسطين؛ وبعد عامين، كان ممثلًا لليهود الفلسطينيين في مؤتمر عصبة الأمم. في عام 1930، ساعد في دمج حزب هبوعيل هاتسعير الخاص به مع حزب عمال صهيون، وبالتالي تشكيل حزب عمل جديد يسمى ماباي. في وقت اغتياله، كان رئيس القسم السياسي للوكالة اليهودية في فلسطين. طوال حياته، كتب العديد من الرسائل والمقالات حول موضوعات الصهيونية الاشتراكية والوجود اليهودي في فلسطين.

### أبراهام ستافسكي
المشتبه به رقم 1، يُعتقد أنه سلط مصباحًا يدويًا على عيني أرلوسوروف قبل ثوانٍ من إطلاق المشتبه به رقم 2 النار عليه مما أدى إلى وفاته. ولد في برست، بولندا عام 1906، وفي عام 1927 انضم إلى بيتار، الفرع الشبابي للحركة الصهيونية التصحيحية السياسية. في خريف عام 1932، سمع أبا أهيمير، أحد زعماء الفصيل العنيف بريت هابيريونيم، يتحدث في وارسو. عندما انتقل إلى فلسطين في مارس 1933، أخذه أحيمير تحت جناحه.

### زئيف روزنبلات
المشتبه به رقم 2، يُعتقد أنه أطلق النار على أرلوسوروف مما أدى إلى وفاته. ولد في تشيرنوفتسي، بوكوفينا عام 1911، وكان ضابطًا محليًا في بيتار. عندما انتقل إلى فلسطين في عشرينيات القرن العشرين، أصبح عضوًا في أمانة فرع كفار سابا لبيتار.

### أبا أهيمير
يُشتبه في مساعدته وتحريضه على القتل. ولد عام 1897 في روسيا البيضاء، وهاجر إلى فلسطين عام 1912. كان في البداية عضوًا في هبوعيل هتسعير، حركة أرلوسوروف الصهيونية العمالية. أصيب بخيبة أمل لاحقًا، وفي عام 1928 شارك في تشكيل الفصيل التنقيحي القومي الفاشي المنافس مع أوري تسفي غرينبيرغ والدكتور يهوشوا هيشيل يافين. كان رئيس تحرير صحيفة الحزب، حازيت هاعام. في عام 1932، شارك في تأسيس بريت هابيريونيم، وهو فرع تنقيحي سري مكرس لاستخدام أساليب أكثر عنفًا ضد البريطانيين.

### سيما أرلوسوروف
زوجة أرلوسوروف. كانت تمشي معه على الشاطئ عندما قُتل. كانت الشاهدة الوحيدة على مقتله، وبناءً على شهادتها تم بناء القضية.

### عبد المجيد البحري
ميكانيكي عربي من يافا. في يناير 1934، أثناء احتجازه في سجن بلدية القدس بتهمة القتل، اعترف بقتل أرلوسوروف مع شريك له. واعترف لاحقًا بأن اعترافه الأول كان خدعة، وأن ستافسكي وروزنبلات عرضا عليه المال مقابل تحمل المسؤولية.

### حانوخ كالاي
شهد كالاي (الذي كان يُعرف آنذاك باسم هانوخ ستريليتس) وهو شاهد دفاع أنه وروزنبلات كانا في اجتماع لبيتار معًا في كفار سابا وقت الاغتيال. كذب كالاي، قائد منظمة إرجون في كفار سابا وهرتسليا، تحت القسم بشأن كونه عضوًا في المجموعة. أصبح فيما بعد القائد الأعلى لمنظمة إرجون ومؤسسًا مشاركًا لمنظمة ليحي.

## الحدث
في الرابع عشر من يونيو 1933، أي قبل يومين من اغتياله، عاد أرلوسوروف إلى وطنه من رحلة عمل إلى أوروبا استمرت أسابيع. وكان الجزء الأكثر أهمية من هذه الرحلة هو اجتماعه مع المسؤولين النازيين في محاولة للتفاوض على تفاصيل نقل ممتلكات اليهود الألمان إلى فلسطين. ورغم أن حزب ماباي اعتبر هذه المفاوضات إجراءً قيماً لتأمين أصول هؤلاء اليهود، فقد عارضها بشدة التصحيحيون، الذين اعتقدوا أنه لا ينبغي بأي حال من الأحوال عقد صفقات مع النازيين.
في صباح يوم مقتله، السادس عشر من يونيو، كان أرلوسوروف في القدس في مهمة عمل. وقضى الصباح في مكاتب الوكالة اليهودية. وكان من المفترض أن تلتقي به سيما هناك في وقت مبكر من بعد الظهر، ثم يعودان إلى منزلهما في تل أبيب. وكان من المفترض أن تضع سيما خططًا لأنشطة عطلة نهاية الأسبوع؛ وكان الزوجان يرغبان في الابتعاد عن المدينة لبضعة أيام. وعندما وصلت إلى الوكالة، أخبرها أرلوسوروف أنه سيعود إلى منزله بمفرده في وقت لاحق من بعد الظهر.
عندما عاد أرلوسوروف إلى المنزل في الساعة 5:15 مساءً، قرر الزوجان البقاء في تل أبيب لتلك الليلة. وفي الساعة 8:30 مساءً تناولا العشاء في فندق كايتي دان المطل على الشاطئ. وفي الساعة 9:30 مساءً أنهيا العشاء وذهبا في نزهة على الشاطئ.
ساروا شمالاً، باتجاه نهر العوجا. ووفقًا لـ سيما، شعرت في مرحلة ما أن رجلين يتبعانها. تجاهل أرلوسوروف قلقها، واستمروا في السير. وعندما وصلوا إلى نهاية الشاطئ، عادوا أدراجهم. لقد رأوا الرجلين اللذين كانت سيما تخاف منهما في وقت سابق، فسمحوا لهما بالمرور أمامهما. كانت سيما أقرب إلى البحر؛ وكان أرلوسوروف أقرب إلى المدينة.
في الساعة 10 مساءً، اقترب الزوجان من الرجلين. فجأة، أضاء الرجل الأكبر منهما مصباحًا يدويًا في وجه أرلوسوروف، وسأله عن الوقت. رد أرلوسوروف أنه ليس لديهم الحق في إزعاجهما؛ فسأل الرجل مرة أخرى. وفي غضون ذلك، قام الرجل الأصغر بما وصفه سيما لاحقًا بأنه "لفتة شرقية" وأخرج مسدسًا. أطفأ الرجل الأكبر مصباحه اليدوي. صوب الرجل الأصغر مسدسه نحو أرلوسوروف وأطلق النار. سقط على الأرض. ركض الرجلان من مكان الحادث بينما كانت سيما تستدعي المساعدة.
سمع ثلاثة من المارة صراخها، وهرعوا بأرلوسوروف إلى المستشفى. وبعد أن فقد وعيه لمدة ثلاث ساعات، توفي في الساعة 12:45 صباحًا يوم السبت 17 يونيو.

## سجل الشرطة
ظهرت نشرة الشرطة الرسمية للمشتبه به في الصحف في مختلف أنحاء البلاد بعد ظهر يوم السبت. واستندت إلى رواية سيما التي أدلى بها شاهد عيان:
الشخص الذي كان يحمل المصباح: المشتبه به رقم 1: ذكر، أطول من المتوسط، ضخم البنية، عمره 30–40 عامًا، حليق الذقن، ممتلئ الوجه، ذو بشرة فاتحة، تعبير صارم، شعر بني محمر، يقف وساقاه متباعدتان، مشيته تشبه مشية البطة. يرتدي بدلة داكنة على الطراز الأوروبي – أسود أو أزرق غامق – وقد تكون الخياطة على شكل "صدر مزدوج". ياقة أو ربطة عنق طويلة. يرتدي حذاءً، ويتحدث بدون لكنة.
من أطلق النار: المشتبه به رقم 2: ذكر، قصير، نحيف، لائق الجسم، عمره 30 عامًا، ذو ملامح شرقية داكنة، أنف طويل، غير حليق، تعبير صارم، شعر داكن، يرتدي بدلة داكنة على الطراز الأوروبي بخطوط غير منتظمة. نعتقد أنه يرتدي قبعة وحذاء رماديين. يقوم بحركات شرقية بيديه.
وعرضت الشرطة 500 ليرة، كما عرضت الوكالة اليهودية 1000 ليرة، لأي شخص لديه معلومات عن المشتبه بهم.

## إجراءات الشرطة

### ستافسكي
بصفته المشتبه به رقم 1: تم القبض عليه في الصباح الباكر من يوم الاثنين 19 يونيو في منزله في تل أبيب. وقد أنكر جميع التهم، مدعيًا أنه كان في القدس ليلة القتل.
كان يتسحاق حالوتس، وهو موظف في إدارة الهجرة في القدس، يشتبه في ستافسكي. في الأسبوع السابق، تقدم ستافسكي بطلب للحصول على تأشيرة خروج للعودة إلى بولندا وتجنيد المزيد من الأشخاص للحزب التصحيحي. تم رفض التماسه. في صباح يوم 16 يونيو، ذهب إلى مكاتب الهجرة في القدس، وتحدث مع حالوتس لطلب استعادة رسوم الطلب. في اليوم التالي، 17 يونيو، رأى حالوتس سجل الشرطة الذي يحتوي على وصف الرجلين. ذكره رقم 1 بستافسكي، واتصل على الفور بالشرطة. أعطاهم صورة ستافسكي التي أرفقت بطلب تأشيرة الخروج. صدر أمر بالقبض على ستافسكي.

### روزنبلات
بصفته المشتبه به رقم 2: تم اعتقاله بعد 37 يومًا من جريمة القتل، في 23 يوليو، في معسكر بيتار في كفار سابا. وقد أنكر جميع التهم، مدعيًا أنه كان في اجتماع حزبي في كفار سابا ليلة وقوع الجريمة.
وقد اشتبهت فيه ريفكا فيجين، عضو مجموعة بيتار التابعة لحزب روزنبلات. وأخبرت سلطات حزب الماباي أنها سمعت محرراً في صحيفة حازيت هاعام يقول على وجه اليقين إن الرجل الثاني هو روزنبلات. وتوجهت قيادة حزب الماباي إلى الشرطة.

### أخيمير
بصفته مساعدًا ومحرِّضًا للمشتبه بهم في جريمة القتل: تم القبض عليه خلال الأسبوع الذي تلا الاغتيال. وقد ارتبط اسمه بالقتل في المقام الأول بسبب ارتباطه بمنظمة بريت هابيريونيم. وقد تمت تبرئته في النهاية لأنه لم يكن هناك ما يكفي من الأدلة لمحاكمته.

## رد الفعل السياسي

### ماباي
بعد وقوع الجريمة مباشرة، شكل حزب ماباي لجنة تحقيق خاصة به لمساعدة الشرطة في التحقيق الرسمي. وكانت المجموعات الثلاث الرئيسية المشتبه بها هي المراجعيون والشيوعيون والعرب. ومع ذلك، اعتقد العديد من أعضاء حزب ماباي ـ بما في ذلك بن جوريون ـ أن أعضاء المراجعيين هم من ارتكبوا الجريمة.